# Elaterium pronaeus
Elaterium pronaeus is een keversoort uit de familie kniptorren (Elateridae). De wetenschappelijke naam van de soort is voor het eerst geldig gepubliceerd in 1854 door Westwood.